# Bernt Schulte

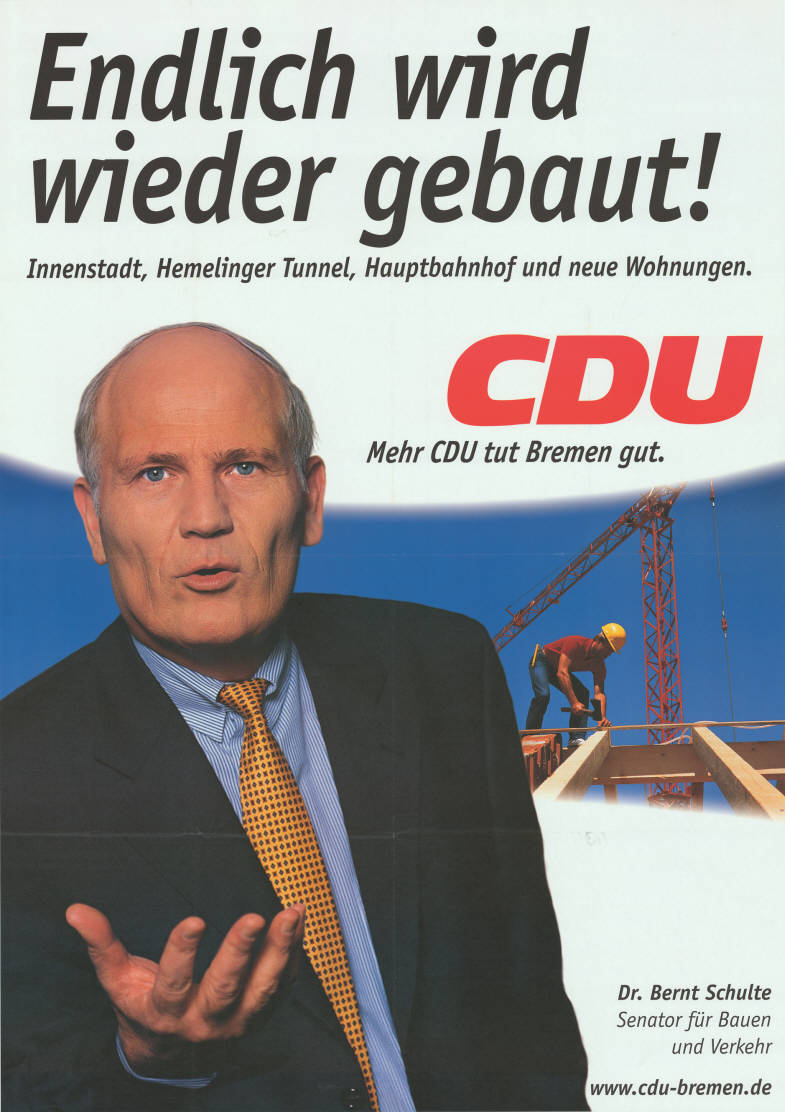
Bernt Schulte, Wahlplakat (1999)

Bernt Schulte, bürgerlich: Bernt Schulte zu Berge (* 3. März 1942 in Berlin-Zehlendorf; † 28. Mai 2025 in Bremen), war ein Bremer Politiker und Senator in Bremen.

## Biografie

### Ausbildung und Beruf
Schulte besuchte bis 1963 ein neusprachliches Gymnasium und studierte nach dem Wehrdienst von 1965 bis 1972 Sozialwissenschaft und Geschichte an der Universität Hamburg und in Amsterdam. Er promovierte zum Dr. phil. Schon während des Studiums war er von 1968 bis 1969 Vorsitzender des Europäischen Föderalistischen Studentenverbandes. Von 1972 bis 1974 arbeitete er bei der Konrad-Adenauer-Stiftung. Er volontierte bei der Handelskammer Bremen. Dann war er ab 1974 Geschäftsführer der bremischen Vereinigung der Arbeitgeberverbände und leitete auch ab 1974 das Bildungswesen der Arbeitgeberverbände. Schulte stieg bei der Bundeswehr zum Oberst der Reserve auf.
Nach seiner Zeit als Politiker war Schulte nach 2001 als Unternehmensberater tätig.

### Politik
1971 wurde Schulte Mitglied der CDU und von 1975 bis 1985 war er Kreisvorsitzender der CDU und Mitglied des Landesvorstandes der CDU in Bremen. Von 1971 bis 1975 wirkte er im Beirat Schwachhausen mit. Ab 1976 war er Landesvorsitzender der Europa-Union.
Er war von 1975 bis 1995 rund 20 Jahre lang Mitglied der Bremischen Bürgerschaft und wirkte in verschiedenen Deputationen und Ausschüssen der Bürgerschaft unter anderem von 1975 bis 1983 als Stellvertretender Vorsitzender des Ausschusses für das Hochschulgesetz bzw. der Hochschulreform, von 1975 bis 1979 als Stellvertretender Vorsitzender des Ausschusses für das Radio-Bremen-Gesetzes und von 1983 bis 1987 als Stellvertretender Vorsitzender des Ausschusses zur Ausbildungsplatzsituation.
Vom 4. Juli 1995 bis zum 7. Juli 1999 war er Senator für Bau, Verkehr und Stadtentwicklung im ersten Senat der SPD/CDU-Koalition unter Führung des Präsidenten des Senats Henning Scherf (SPD). Hauptaugenmerk von Schulte war es, eine offensive Ansiedlungspolitik von Wirtschaftsunternehmen in Bremen planungsrechtlich zu unterstützen. Auch verfolgte er den weiteren Ausbau des Liniennetzes der Straßenbahn. Das Bauressort übernahm ab 1999 Christine Wischer von der SPD. Schulte war danach bis zum 13. Juli 2001 Senator für Inneres, Kultur und Sport im zweiten Senat von Scherf. Schulte trat 2001 nach parteiinterner Kritik zurück. Sein Nachfolger für nur kurze Zeit wurde Kuno Böse (CDU).

### Weitere Mitgliedschaften
- Von 2007 bis 2015 war Schulte Landesverbandspräsident des Landesverbandes Bremen der DLRG, dann Ehrenpräsident.
- Seit Februar 2015 war Schulte Ehrenpräsident des Landesverbandes Bremen der DLRG.
- Er war beim Packhaustheater im Schnoor e. V. aktiv.